# Alfa Centauri

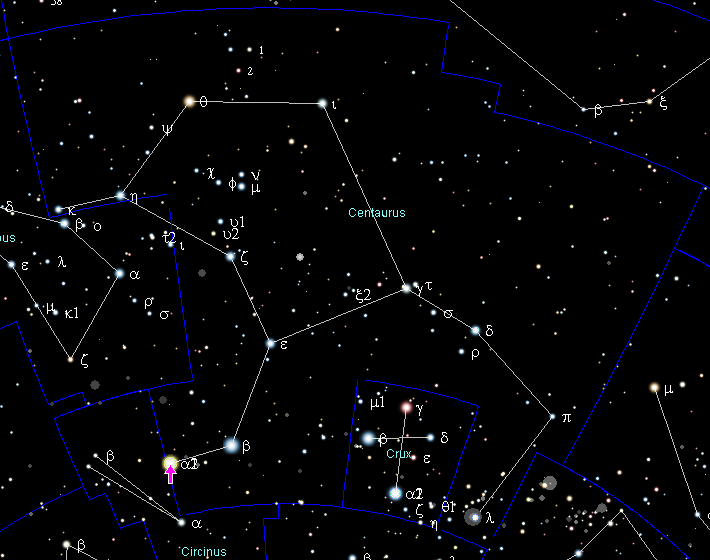
Localización de Alfa Centauri

Alfa Centauri es el sistema estelar más cercano al Sol. Se encuentra a unos 4.36 años luz (41.2 billones de kilómetros) de distancia.
Está constituido por tres estrellas:
- Alfa Centauri A (nombre oficial según la Unión Astronómica Internacional: Rigil Kentaurus)
- Alfa Centauri B (nombre oficial según la UAI: Toliman) y
- Alfa Centauri C (nombre oficial según la UAI: Próxima Centauri).[1][2]

Es un sistema formado por tres estrellas unidas gravitacionalmente. Un sistema ternario de estrellas que orbitan un centro de masas, Rigil Kentaurus y Toliman, más una tercera estrella enana roja, Próxima Centauri, que orbita alrededor de las dos estrellas.
En el firmamento nocturno, a simple vista solo puede distinguirse el sistema Rigil‑Toliman como un único punto luminoso. De hecho este punto fue considerado hasta el siglo XVII como una única estrella, la más brillante de la constelación del Centauro. La existencia de la doble estrella (estrella binaria) en ese punto luminoso fue propuesta por primera vez en 1689 por el jesuita francés Jean Richaud (1633-1693), que la detectó accidentalmente mientras realizaba observaciones de un cometa.

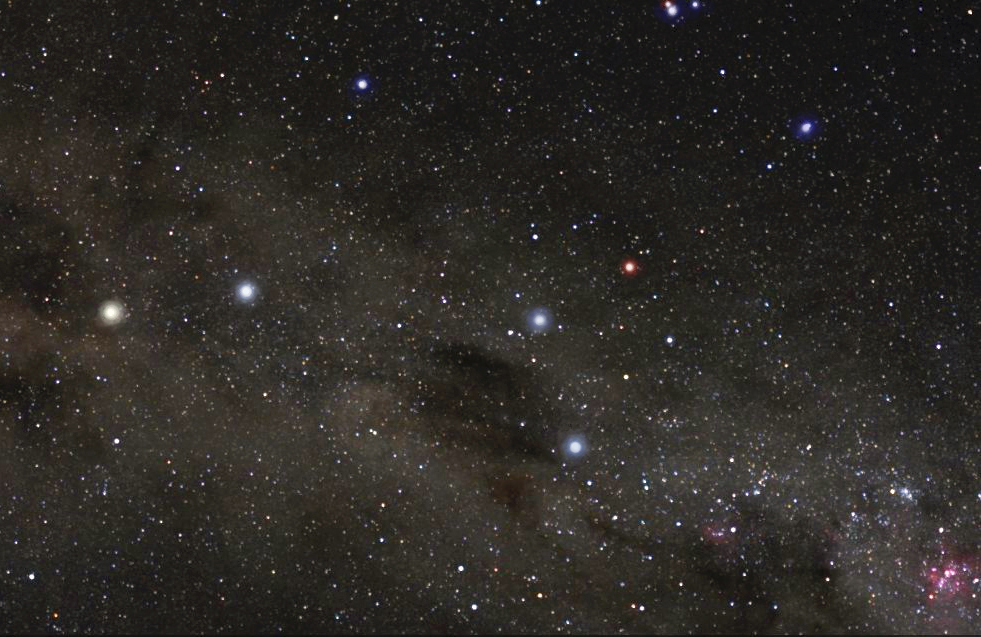
Alfa Centauri, la estrella de la izquierda, junto a la constelación Cruz del Sur.

Rigil Kentaurus es una estrella amarilla muy similar al Sol (tipo espectral G) y Toliman es una estrella naranja de tipo K. Ambas giran entre sí en un período de unos 80 años (un período orbital de 79.91 años). En esta órbita los componentes de este sistema binario se aproximan entre sí a un mínimo de 11.2 au (unidades astronómicas), lo que equivale a 1670 millones de kilómetros o aproximadamente la distancia media entre el Sol y Saturno, siendo la distancia máxima entre las dos estrellas 35.6 au (5300 millones de kilómetros, aproximadamente la distancia entre el Sol y Plutón). Como tienen masas parecidas, se mueven alrededor de un punto del espacio (el centro de masas) casi equidistante de ambas estrellas.
La tercera estrella es Próxima Centauri y orbita alrededor de las dos anteriores (por eso también es conocida como Alfa Centauri C) a una distancia mucho mayor, en una gran órbita con una excentricidad tal que se discute si realmente está ligada al sistema; sin embargo, las tres estrellas tienen igual paralaje y movimiento propio. En el año 2016 se presentan determinaciones más precisas de la velocidad de Próxima Centauri, que apoyan la unión gravitacional entre las tres estrellas.
En el caso de que Próxima Centauri esté realmente ligada a las otras dos, su órbita duraría varios centenares de miles de años, y actualmente estaría en el punto cuya distancia al sistema solar es mínima. La separación media entre Próxima Centauri y el sistema Rigil-Toliman es aproximadamente de 0.06 pársecs, 0.2 años luz o 13 000 au, equivalente a 400 veces el tamaño de la órbita de Neptuno. Se trata de una estrella pequeña y roja que solo se puede ver a través de telescopios potentes.
El sistema de estrellas también contiene por lo menos dos planetas del tamaño terrestre: Alfa Centauri Bb, con cerca de 113 % de la masa terrestre, que orbita Toliman, con un período de 3.24 días y Alfa Centauri Cb (más conocido como Próxima Centauri b), que orbita a Próxima Centauri. Este último orbitando a una distancia de 6 millones de kilómetros de la estrella, equivalente al 4 % de la distancia de la Tierra al Sol, y con una temperatura de equilibrio estimada en 234 K (–39 °C). Para la búsqueda de otros planetas en el sistema, está en proyecto el telescopio espacial ACESat.

## Alfa Centauri A o Rigil Kentaurus
Alfa Centauri A (α1 Cen/Rigil Kentaurus) es una estrella algo más luminosa, grande y vieja que el Sol, de tipo espectral muy similar a este. Se la clasifica como enana amarilla. A partir de los parámetros orbitales determinadas mutuas, Rigil Kentaurus es un 10 % más masiva que el Sol, con un radio de aproximadamente 23 % más grande. La velocidad de rotación proyectada (v · sen i) de esta estrella es de 2.7 ± 0.7 km/s, lo que resulta en un plazo estimado de rotación de 22 días, que le da un período un poco más rápido de rotación que los 25 días del sol.
El 10 de febrero de 2021, un grupo de astrónomos anunciaron un posible candidato a planeta en la zona habitable de esta estrella, denominado C1. Lo encontraron aplicando una nueva técnica y 100 horas de observación con el VLT (very large telescope: ‘telescopio muy grande’).

## Alfa Centauri B o Toliman
Alfa Centauri B (α1 Cen/Toliman) es una enana naranja de secuencia principal que está ligada a Rigil Kentaurus. Su edad es bastante parecida a la de su compañera, lo que hace pensar que ambas estrellas nacieron ya unidas.

### Sistema planetario
| Planeta          | Masa           | Semieje mayor (UA) | Periodo orbital (días) | Excentricidad | Inclinación | Radio       |
| ---------------- | -------------- | ------------------ | ---------------------- | ------------- | ----------- | ----------- |
| Alfa Centauri Bb | 1.13 ± 0.09 M⊕ | 0.04               | 3.2357                 | ?             | ?           | 0.863 Rt R⊕ |

El 16 de octubre de 2012, el Observatorio Europeo Austral (ESO) anunció el descubrimiento de un planeta extrasolar en órbita alrededor de Alfa Centauri B, que recibió el nombre de Alfa Centauri Bb. Fue detectado utilizando el espectrógrafo Échelle de alta precisión HARPS, en el Observatorio de La Silla de Chile. Con una masa estimada similar a la de la Tierra, orbita su estrella a una distancia aproximada de seis millones de kilómetros (una distancia más pequeña que la distancia de Mercurio al Sol en nuestro sistema solar, muy lejos de la zona habitable, haciendo que las posibilidades de vida tal y como conocemos sean prácticamente nulas) y realiza una traslación alrededor de su estrella cada 3.2 días.
Este descubrimiento fue importante, no solo por la baja masa del planeta (la mayoría de exoplanetas son gigantes gaseosos con masas similares a la de Júpiter o mayores), sino porque ese exoplaneta resultó en ese momento el más cercano al sistema solar de los más de 750 descubiertos (y confirmados); puesto difícilmente superable, dado que el sistema triple de Alfa Centauri es el más cercano a nuestro Sol. Además, dado que los sistemas con planetas de este tipo suelen tener más de uno de ellos.
En 2015, un análisis sobre los mismos datos concluyó que la inferencia de la existencia del planeta es solo un artefacto espurio del análisis de datos.

#### Candidato a planeta
Mediciones recientes indicaron la posible presencia de un exoplaneta en órbita de Toliman, aunque todavía no se ha confirmado. El planeta se encontraría a unos 4.4 años luz de distancia de la Tierra y no estaría en la zona habitable. Se anunció por primera vez en 2013, y fue el segundo exoplaneta propuesto en el sistema, después de Alpha Centauri Bb. Tendría un período orbital de unos 12 días terrestres, mucho menor que el de Mercurio.
El 25 de marzo de 2015, en un artículo científico firmado por Demory y otros, se publicaron los resultados del tránsito por delante de Toliman usando el telescopio espacial Hubble durante un total de 40 horas.
Se evidenció un caso de tránsito, que posiblemente corresponde a un cuerpo planetario. Lo más probable es que este planeta orbite Toliman con un período orbital de 20.4 días o menos, con solo un 5 % de probabilidad de que tenga una órbita de mayor período. El promedio de la mediana de las órbitas posibles es de 12.4 días con un parámetro de impacto de alrededor de 0-0.3 y es probable que su órbita tenga una excentricidad de 0.24 o menos. Estaría demasiado cerca de su estrella madre como para albergar vida.

## Alfa Centauri C o Próxima Centauri
Alfa Centauri C (α1 Cen/Próxima Centauri) es una estrella enana roja con una luminosidad de 0.0017 veces la de nuestro Sol. Se encuentra a unas 13 000 au (0.2 años luz) del sistema Alpha Centauri A+B,y, casualmente, en la actualidad su posición orbital está de cara a nosotros, lo que la convierte de momento en la estrella más cercana al sistema solar, a una distancia de cerca de 4.2 años luz. Los científicos le asignan una edad de, tal vez, mil millones de años. Puede que Próxima Centauri no formara parte originalmente del sistema y fuera capturada temporalmente por las otras dos.
Los datos orbitales de Próxima Centauri son muy escasos. El más reciente data de 2016 e indica que Próxima Centauri es de hecho una estrella unida gravitacionalmente al sistema Rigil-Toliman con un período orbital de 550 000 años.
Además, Próxima Centauri es una estrella fulgurante, y como tal también recibe denominación de estrella variable: V645 Centauri.
Próxima Centauri es la tercera estrella del sistema Alfa Centauri. Es la estrella más cercana a la Tierra, pero desde nuestro planeta no puede ser observada a simple vista, ni siquiera con un pequeño telescopio, debido a su muy baja magnitud aparente 11.05. Sin embargo, su posición en la esfera celeste es bien diferente a la del sistema Rigil-Toliman, difiere aproximadamente 2.18°, longitud angular equivalente a la de cuatro veces el diámetro de la Luna llena.
Próxima Centauri es la estrella más cercana a nuestro sistema solar, y es el destino más interesante para la búsqueda de vida extraterrestre. Dado que tiene un planeta en la zona habitable, Próxima Centauri b, junto con la posible existencia de atmósfera y su composición rocosa, con un tamaño cercano al de la Tierra, es considerado el sistema extrasolar prioritario en la astrobiología. Este planeta fue anunciado el 24 de agosto de 2016. A principios de octubre de 2016, el Centro Nacional Francés de Investigaciones Científicas (CNRS) emitió un comunicado en el que indica que el equipo internacional del estudio determinó que «las dimensiones y las propiedades» de Próxima Centauri b favorecen su «habitabilidad», pues se trataría de un planeta de «tipo océano» con una temperatura que permitiría la vida.

### Sistema planetario
| Planeta            | Masa             | Semieje mayor (UA) | Periodo orbital (días) | Excentricidad | Inclinación | Radio        |
| ------------------ | ---------------- | ------------------ | ---------------------- | ------------- | ----------- | ------------ |
| Próxima Centauri b | 0.123 + 0.066 M⊕ | 0.05               | 11.186                 | ?             | ?           | 1.1 + 0.3 R⊕ |

## Existencia de planetas
Durante mucho tiempo se consideró que la formación de planetas podía haberse dado en este sistema, aunque hasta el año 2012 no se tenían datos sobre su existencia. Se consideraba que de haber planetas, estos estarían situados de una forma más restrictiva, ya que la gravedad de la estrella vecina desestabilizaría fácilmente sus órbitas. Matemáticamente, conocer la posición de las órbitas estables en el sistema Alfa Centauri es un problema sin solución, ya que hay que estudiar los efectos de la gravedad de tres cuerpos simultáneamente (ver problema de los tres cuerpos). De todas formas, estudios realizados a partir de simulaciones parecen demostrar que existen órbitas estables hasta de unas 2 au si el planeta orbita una de las estrellas principales en el mismo plano en el que ellas giran, y solo hasta 0.23 au para órbitas perpendiculares; y a partir de 70 au si orbita a las dos a la vez; los planetas tendrían en estas condiciones órbitas estables al menos durante el tiempo de vida.
Las estimaciones actuales sitúan la probabilidad en aproximadamente el 85 % de encontrar un planeta similar a la Tierra alrededor de Rigil Kentaurus o de Toliman. Los umbrales de observación para la detección de planetas en las zonas habitables por el método de velocidad radial se estiman actualmente (2017) en alrededor de 50M⊕ para Rigil Kentaurus, 8M⊕ para Toliman, y 0.5M⊕ para Próxima Centauri.

## Vista del cielo desde un hipotético planeta

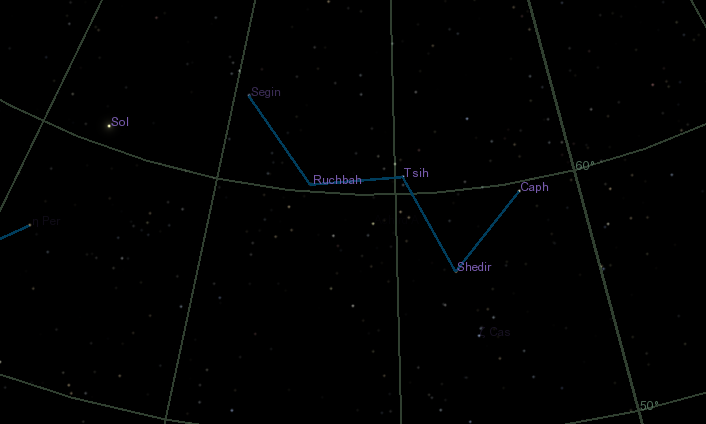
El Sol pasaría a ser la estrella más brillante de Cassiopea, visto desde un hipotético planeta habitable en Alfa Centauri.

Visto desde el interior del sistema binario, el cielo (aparte del sistema de tres estrellas) se vería casi idéntico a cómo se ve desde la Tierra, con la mayoría de las constelaciones, como la Osa Mayor y Orión, prácticamente sin cambios. Sin embargo, la constelación de Centaurus perdería su estrella más brillante y el Sol aparecería como una estrella de magnitud 0.5 en la constelación de Casiopea, cerca de Epsilon Cassiopeiae. Su ubicación es fácil de calcular, ya que sería lo contrario de la posición de α Centauri como se ve desde la Tierra: 02 h 39 min 35 s haría ascensión recta y declinación +60°50′00″. Un hipotético observador vería que la característica \/\/ de Casiopea se convertiría en /\/\/.
Las estrellas más brillantes y cercanas como Sirio y Proción estarían en posiciones muy diferentes, así como Altair con una diferencia menor. Sirius sería parte de la constelación de Orión, dos grados al oeste de Betelgeuse, un poco más débil que se ve desde la Tierra (–1.2), Proción sería parte de la constelación de Géminis. Fomalhaut y Vega, en cambio, al estar lo suficientemente lejos, serían visibles casi en la misma posición. Próxima Centauri, aunque parte del mismo sistema, sería apenas visible a simple vista, con una magnitud de 4.5. Un observador situado en un hipotético planeta orbitando ya sea Rigil Kentaurus o Toliman vería la otra estrella del sistema binario como un objeto muy brillante en el cielo nocturno, es decir, un disco pequeño pero discernible.
Por ejemplo, un hipotético planeta similar a la Tierra orbitando alrededor de 1.25 au de Rigil Kentaurus (la estrella aparece casi tan brillante como el Sol visto desde la Tierra) vería Toliman recorriendo todo el cielo una vez aproximadamente cada año uno y tres meses o 1.3 períodos orbitales. Sumado a esto sería el cambio de posición aparente de Toliman durante su largo período de ochenta años de órbita elíptica con respecto a Rigil Kentaurus (comparable en velocidad a la órbita de Urano con respecto al sol). Dependiendo de la posición en su órbita, Toliman podría variar en magnitud aparente entre –18.2 (más oscuro) y –21.0 (el más brillante). Estas magnitudes visuales son mucho más débiles que el observado en la actualidad –26.7 magnitud para el Sol, visto desde la Tierra. La diferencia de 5.7 a 8.6 magnitudes significa Toliman al parecer, en una escala lineal, 2500 a 190 veces menos brillante que Rigil Kentaurus (o el Sol visto desde la Tierra), pero también 190 a 2500 veces más brillante que la magnitud de –12.5 de la Luna llena vista desde la Tierra.
Además, otro hipotético planeta similar a la Tierra orbitando a 0.71 au de Toliman (para que pareciera tan brillante como el Sol visto desde la Tierra), recibiría un poco más de luz desde la más luminosa Rigil Kentaurus, que brillaría 4.7 a 7.3 magnitudes más débil de Toliman (o el Sol visto desde la Tierra), que varían en magnitud aparente entre –19.4 (más oscuro) y –22.1 (el más brillante). Así, Rigil Kentaurus aparecería entre 830 y 70 veces menos brillante que el Sol, pero 580 a 6900 veces más brillante que la Luna llena. Durante el período orbital tal planeta de 0.6 (3), un observador en el planeta vería este círculo estrella compañera intensamente brillante del cielo tal como lo vemos con los planetas del sistema solar. Por otra parte, el período sideral de aproximadamente ochenta años de Rigil Kentaurus significa que esta estrella se movería a través de la eclíptica local como poco a poco a medida que Urano con su período de ochenta y cuatro años, pero como la órbita de Rigil Kentaurus es más elíptica, su magnitud aparente será mucho más variable. Aunque intensamente brillante para el ojo, la iluminación global no afectaría significativamente el clima ni influiría en la fotosíntesis normal de las plantas.
Un observador en el hipotético planeta notaría un cambio en la orientación de los puntos de referencia para VLBI (interferometria de muy larga base) en consonancia con la periodicidad órbita binaria más o menos los efectos locales como la precesión o nutación. Suponiendo que este hipotético planeta tuviera una inclinación orbital baja con respecto a la órbita mutua de Rigil Kentaurus y Toliman, la estrella secundaria comenzaría al lado de la principal en conjunción «estelar». Durante la mitad del último período, en oposición 'estelar', ambas estrellas estarían una frente a la otra en el cielo. Luego, alrededor de la mitad del año planetario el aspecto del cielo nocturno sería un azul más oscuro —similar al cielo durante un eclipse solar total. Sus hipotéticos habitantes tendrían suficiente visibilidad para caminar y ver con claridad el terreno circundante, y la lectura de un libro sería posible sin ningún tipo de luz artificial. Después de otro medio período de órbita estelar, las estrellas completarían su ciclo orbital y volverían a la próxima conjunción, y al ciclo día y noche similar al de la Tierra.
En ambos casos, el sol secundario viajaría a través del cielo durante el año, empezando y terminando al lado de la principal, a la mitad del período estaría en la dirección opuesta: entonces tendría las condiciones del «sol de medianoche», con al menos uno o dos días sin cambio día-noche.

## En ciencia ficción
En la ciencia ficción, se realizó en la década de los años 60 una serie de televisión estadounidense, creada por Irwin Allen, llamada Perdidos en el espacio; en ella, se presentaba una misión espacial en busca de un planeta habitable en Alfa Centauri. Este también era el destino de los colonos terrestres que viajaban a bordo de la Resolute en la adaptación que plataforma Netflix hizo de esta serie en 2018.
En la literatura, en «Universe» (1941), relato de Robert A. Heinlein, una nave es enviada en 2119 al sistema Alfa Centauri para colonizarlo.
También en Fundación y Tierra de 1987, Isaac Asimov hace referencia al sistema binario de Alfa Centauri (aún no se había descubierto que el tercer elemento era parte del sistema) adonde habían desplazados los últimos sobrevivientes de la Tierra.
De forma más reciente, en su saga El problema de los tres cuerpos, el autor chino Liu Cixin muestra a la humanidad enfrentada a una amenaza extraterrestre proveniente del sistema de Alfa Centauri.
En los videojuegos de la saga Sid Meier's Civilization 2, 3, 4 y 5 una forma de ganar el juego es enviar una misión de colonización a Alfa Centauri. De hecho una de las escisiones que hicieron de esta saga de videojuegos es Sid Meier's Alpha Centauri, en la que concibieron completamente todo el juego sobre la expansión humana en el hipotético planeta ficticio de Chiron en el sistema de Alfa Centauri.
La saga de videojuegos Killzone transcurre en este sistema solar y trata sobre cómo una colonia humana en el planeta ficticio de Vekta entra en guerra con un planeta vecino llamado Helghan.
La saga de películas Avatar transcurre en una luna llamada Pandora que orbita el planeta gaseoso Polifemo (ambos astros son ficticios) que a su vez orbita la estrella Alfa Centauri A (Rigil Kentaurus).
El videojuego Starfield tiene una representación del sistema Alfa Centauri y de Toliman. En el videojuego, Alfa Centauri posee cuatro planetas, entre los cuales está el planeta habitable Jemison, donde se encuentra la capital de las Colonias Unidas: Nueva Atlántida. El juego representa a Toliman como un sistema aislado que posee dos planetas.